# Joey Travolta
Joseph Anthony "Joey" Travolta (Englewood, 14 de octubre de 1950) es un actor, músico y cineasta estadounidense.

## Carrera
Como actor, Travolta ha aparecido en gran cantidad de series de televisión y películas, entre las que destacan Carrera salvaje, Beverly Hills Cop III, The Prodigal y Hollywood Vice Squad. También registra más de cuarenta roles como productor y cerca de una veintena de obras dirigidas, tanto en cine como en televisión.
Joey tiene cinco hermanos: Ellen, Margaret, Sam, Ann y John Travolta, la mayoría de ellos vinculados al ambiente cinematográfico.

## Filmografía

### Cine y televisión
- 2019 - Belleza y poder
- 2017 - Decker
- 2004 - A Lousy 10 Grand
- 2004 - Skeleton
- 2001 - Nailed
- 1999-2000 - Movie Stars
- 2000 - Puerta con puerta
- 1999 - The Basket
- 1998 - El plan de Susan
- 1997 - Dumb Luck in Vegas
- 1996 - Dangerous Cargo
- 1996 - Vendetta
- 1995 - The Last Game
- 1991-1995 - Sigue soñando
- 1995 - To the Limit
- 1994 - Beverly Hills Cop III
- 1994 - 3 ninjas contraatacan
- 1993 - Misión suicida
- 1993 - Beach Babes from Beyond
- 1993 - Código secreto
- 1990 - Wilding
- 1990 - American Born
- 1990 - Snow Kill
- 1990 - Noche salvaje
- 1990 - Sinners
- 1989 - La escritora fantasma
- 1988 - Splash, otra vez
- 1988 - ABC Afterschool Specials
- 1987 - Amazonas en la luna
- 1987 - They Still Call Me Bruce
- 1986 - La sangre del cazador
- 1986 - Hollywood Vice Squad
- 1983 - The Prodigal
- 1982 - Rosie: The Rosemary Clooney Story
- 1982 - Simon & Simon
- 1981 - Carrera salvaje
- 1980 - Hello, Larry
- 1979 - Sunnyside